# Limnonectes
Limnonectes is een geslacht van kikkers uit de familie Dicroglossidae. De groep werd voor het eerst wetenschappelijk beschreven door Leopold Fitzinger in 1843.
Alle soorten komen voor in delen van Azië: China, India, Japan, de Filipijnen, Nepal, Nieuw-Guinea en de Soenda-eilanden.
Er zijn tegenwoordig 91 soorten, inclusief enkele soorten die pas recentelijk zijn beschreven. Een voorbeeld is de soort Limnonectes cassiopeia', die voor het eerst wetenschappelijk werd beschreven in 2024.

## Soorten
Geslacht Limnonectes
- Soort Limnonectes abanghamidi
- Soort Limnonectes acanthi
- Soort Limnonectes arathooni
- Soort Limnonectes asperatus
- Soort Limnonectes bagoensis
- Soort Limnonectes bagoyoma
- Soort Limnonectes bannaensis
- Soort Limnonectes barioensis
- Soort Limnonectes batulawensis
- Soort Limnonectes beloncioi'
- Soort Limnonectes blythii
- Soort Limnonectes cassiopeia
- Soort Limnonectes cintalubang
- Soort Limnonectes coffeatus
- Soort Limnonectes conspicillatus
- Soort Limnonectes dabanus
- Soort Limnonectes dammermani
- Soort Limnonectes deinodon
- Soort Limnonectes diuatus
- Soort Limnonectes doriae
- Soort Limnonectes ferneri
- Soort Limnonectes finchi
- Soort Limnonectes fragilis
- Soort Limnonectes fujianensis
- Soort Limnonectes grunniens
- Soort Limnonectes gyldenstolpei
- Soort Limnonectes hascheanus
- Soort Limnonectes heinrichi
- Soort Limnonectes hikidai
- Soort Limnonectes ibanorum
- Soort Limnonectes ingeri
- Soort Limnonectes isanensis
- Soort Limnonectes jarujini
- Soort Limnonectes kadarsani
- Soort Limnonectes kenepaiensis
- Soort Limnonectes khammonensis
- Soort Limnonectes khasianus
- Soort Limnonectes kohchangae
- Soort Limnonectes kuhlii
- Soort Limnonectes larvaepartus
- Soort Limnonectes lauhachindai
- Soort Limnonectes leporinus
- Soort Limnonectes leytensis
- Soort Limnonectes limborgi
- Soort Limnonectes liui
- Soort Limnonectes longchuanensis
- Soort Limnonectes macrocephalus
- Soort Limnonectes macrodon
- Soort Limnonectes macrognathus
- Soort Limnonectes magnus
- Soort Limnonectes malesianus
- Soort Limnonectes mawlyndipi
- Soort Limnonectes megastomias
- Soort Limnonectes micrixalus
- Soort Limnonectes microdiscus
- Soort Limnonectes microtympanum
- Soort Limnonectes modestus
- Soort Limnonectes namiyei
- Soort Limnonectes nguyenorum
- Soort Limnonectes nitidus
- Soort Limnonectes palavanensis
- Soort Limnonectes paramacrodon
- Soort Limnonectes parvus
- Soort Limnonectes plicatellus
- Soort Limnonectes poilani
- Soort Limnonectes rhacodus
- Soort Limnonectes selatan
- Soort Limnonectes shompenorum
- Soort Limnonectes sinuatodorsalis
- Soort Limnonectes sisikdagu
- Soort Limnonectes taylori
- Soort Limnonectes timorensis
- Soort Limnonectes tweediei
- Soort Limnonectes utara
- Soort Limnonectes visayanus
- Soort Limnonectes woodworthi

Allopaa · 
Chrysopaa · 
Euphlyctis · 
Fejervarya · 
Hoplobatrachus · 
Limnonectes · 
Nannophrys · 
Nanorana · 
Ombrana · 
Quasipaa · 
Sphaerotheca